# Karawanken-Granitpluton
Der Karawanken-Granitpluton ist eine mitteltriassische Intrusion in den Nördlichen Karawanken.

## Lage und Ausdehnung
Der Karawanken-Granitpluton, manchmal auch als Eisenkappel-Granit oder nur als Karawanken-Granit bezeichnet (Englisch Northern Karawanke Granite Belt oder abgekürzt NKGB), besteht aus einer 43,7 Kilometer langen (davon 35,3 Kilometer auf slowenischem und 8,4 Kilometer auf österreichischem Gebiet) und meist nur knapp einen Kilometer breiten Granitoidlamelle (Maximalbreite 2 Kilometer in Slowenien, 0,9 Kilometer in Österreich, Minimalbreite 270 Meter in Österreich). Sie beginnt südwestlich von Eisenkappel unmittelbar an der Periadriatischen Naht, zieht knapp einen Kilometer südlich von Eisenkappel in alpiner, ost-westlicher Richtung vorbei und setzt sich dann im Osten in Slowenien fort, verläuft unmittelbar südlich von Črna na Koroškem und Šentvid, um dann nördlich von Zavodnje (bei Plešivica) zu enden und unter Sedimenten des Pannonischen Beckens zu verschwinden. In Slowenien kann sich die Minimalbreite der Intrusion aufgrund rechtsverschiebender, Südost-streichender Seitenverschiebungen stellenweise sogar auf Null reduzieren.

## Regionalgeologischer Rahmen
Der Karawanken-Granitpluton ist die am weitesten im Osten gelegene mitteltriassische Intrusion der Alpen. Er verläuft in einem Abstand von etwa 2, maximal 3 Kilometer weitgehend parallel zur Periadriatischen Naht, die an ihrem Nordrand vom oligozänen Karawanken-Tonalitpluton gesäumt wird. Zwischen den beiden Granitoidlamellen liegt amphibolitfazielles, austroalpines Altkristallin eingezwängt (vorwiegend Paragneise, Orthogneise und Phyllonite). Auf seiner Nordseite überschiebt der Pluton den nur sehr niedrig metamorphen variszischen Eisenkappler Diabaszug (Grünschieferfazies, mit einem Metamorphosealter von zirka 300 Millionen Jahren), der kontaktmetamorph zu Cordierit-Knotenschiefern verändert wurde, sowie triassische Dolomite. Der Granitpluton hat seine Wirtsgesteine sowohl auf der Nord- als auch auf der Südseite kontaktmetamorph verändert, die beiden Kontaktzonen wurden aber später tektonisiert; der Nordkontakt ist nirgendwo direkt aufgeschlossen und nur durch Lesesteine dokumentiert.
Der langgestreckte schmale Granitpluton ist eine tektonisch transportierte und als starrer Körper mylonitisch deformierte, dünne, steilstehende Lamelle. Er folgt zusammen mit dem Karawanken-Tonalitpluton einer Ost-West-streichenden krustalen Schwächezone, in der bereits seit dem frühen Paläozoikum bis ins Quartär hinein tektonische und/oder magmatische Bewegungen/Aktivitäten stattfanden (Lithosphärenflexur). Ab dem Känozoikum fokussierten sich die Bewegungen entlang der transpressiv rechtsverschiebenden Periadriatischen Naht. Der Karawanken-Tonalitpluton wurde daher bereits während seiner Platznahme synmagmatisch und nach Abkühlen duktil verformt. Der Karawanken-Granitpluton verdankt im Gegensatz sein im Kartenbild „bänderhaftes“, zerhackt wirkendes Aussehen einer rein spröden alpinen Deformation entlang der eingangs erwähnten diskreten Seitenverschiebungen.

## Druck und Temperaturbedingungen
Die Intrusion in die Wirtsgesteine war sehr seicht erfolgt, die Teufe lag wahrscheinlich zwischen 5 und maximal 8 bis 9 Kilometer. Dies entspricht einem Druck von ≤ 0,35 GPa, erkennbar am Erscheinen von Paragenesen mit Andalusit und Cordierit in den kontaktmetamorph veränderten Nachbargesteinen. Hierauf deuten auch die Zusammensetzungen der Hornblenderänder (Aluminiumgehalt-Barometrie), die rund 0,3 GPa anzeigen. Die Zirkon-Geothermometrie lässt Temperaturen von 675 bis 760 °C erkennen (in Graniten), 794 bis 801 °C in Granodioriten und möglicherweise auch bis 838 °C anhand von Hornblendewerten im Monzonit. Für Gabbro ergab sich 1000 ± 20 °C bei einem Druck von 0,38 bis 0,47 GPa, der somit wesentlich heißer und auch tiefer entstanden war.

## Petrologie

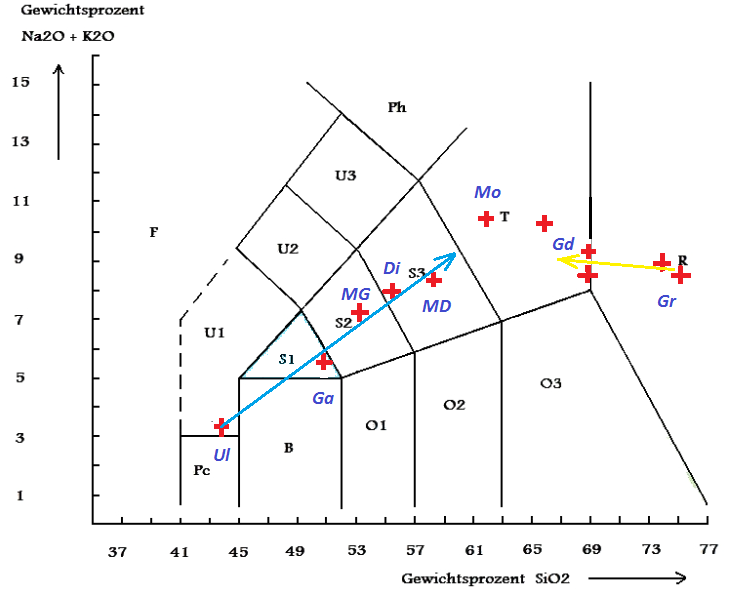
TAS-Diagram mit den Zusammensetzungen des Karawanken-Granitplutons. Der blaue Pfeil verdeutlicht die Fraktionierung der mafischen Differentiate, der gelbe Pfeil die der sauren Gesteine.

Der sehr heterogene Karawanken-Granitpluton besteht im Wesentlichen aus Granit (besser Syenogranit) und Diorit, sowie untergeordnet aus Granodiorit (besser Syenit), Monzonit, Monzodiorit, Monzogabbro und Olivingabbro. Diorit und Gabbro beanspruchen in etwa 30 Volumenprozent. Seltenere Differentiate sind Aplite und Pegmatite. Auch mafische, komagmatische Gänge treten auf, welche gelegentlich von Apliten durchschlagen werden. Die Hauptbestandteile Granit und Diorit wechseln sich in lang anhaltenden Zügen ab und können sich gegenseitig durchdringen. Die internen Gesteinsgrenzen stehen meist steil bis vertikal. Die Streichrichtungen sind Nordost, Ostnordost und Ostsüdost, die letztere Richtung herrscht insbesondere im tektonisch stärker gedehnten Ostteil vor.
Der porphyrische Granodiorit (Syenitporphyr), wohlbekannt für seine schönen Rapakiwi-Feldspäte, legt sich meist zwischen Granit und Diorit, kann aber auch beide mit kurzen Gängen queren.
Der Gabbro erscheint als metergroße Einschlüsse im Diorit – seine Einschlüsse im Granit liegen jedoch nur im Dezimeter- und Zentimeterbereich. Die mafischen Einschlüsse sind abgerundet und eingebuchtet, kleinere Einschlüsse sind mittel- bis feinkörnig und zeigen gegenüber dem Granit scharfe, manchmal zackige, sägezahnartige Kontakte, die auf ihren Ursprung als abgeschreckte mafische Magmenkissen hinweisen. Diese Verhältnisse liegen auch bei anderen Plutonen vor und werden als Anzeichen räumlichen Vermischens von mafischem mit saurem Magma angesehen.
Im porphyrischen Granodiorit finden sich magmatische Brekzien mit scharfkantigen Bruchstücken ultramafischer Gesteine. Sie bestehen zu 60 Volumenprozent aus Olivin, zu 30 Volumenprozent aus amphibolitisiertem Klinopyroxen, braunem Amphibol und Phlogopit, zu 5 Volumenprozent aus kalziumreichen Feldspat und zu 5 Volumenprozent aus Magnetit, Ilmenit und Pyrit. Es handelt sich hier zweifellos um Mantelgesteine, die in der Unterkruste oder im Oberen Mantel kristallisierten.
Im Umfeld der Enklaven werden die Alkalifeldspat-Megakristalle des Wirtsgranits oft von Plagioklas ummantelt. Überdies finden sich in einigen der intermediären Gesteine Ocelli-Strukturen. Ferner kann beobachtet werden, dass Intrusivbrekzien Alkalifeldspat-Megakristalle aus dem sauren ins mafische Magma eingeschleppt haben. Alle diese drei Indizien geben ebenfalls zu erkennen, dass ein Austausch zwischen den beiden Magmentypen stattgefunden hat.
Die Gesteine des Granitzuges sind gewöhnlich massig und zeigen im Allgemeinen weder Foliation, noch Regionalmetamorphose, noch hydrothermale Veränderungen. Nur an lokalen Störungszonen können im duktilen Bereich postkristalline Verschieferung, Diaphthorese (Retromorphose), Mylonitisation bis hin zur Ultramylonitbildung, sodann im spröden Bereich Verwerfungsflächen mit Harnischen sowie schließlich auch hydrothermale Umkristallisation beobachtet werden.

### Petrographie

#### Biotitgranit (bzw. Syenogranit)
Der massige Granit tritt als ungleich-, mittel- bis grobkörniger Biotitgranit auf, der ein trachytisches Gefüge besitzt. Seine Minerale sind die Zweigenerationenminerale Alkalifeldspat, Quarz und Plagioklas, sowie Biotit, Hornblende und Ilmenit mit Rändern aus Sphen, Zirkon und Apatit. In Biotit kann Monazit auftreten, erkennbar an radioaktiven Reaktionshöfen. Sekundärbildungen sind Allanit, Chlorit (nach Biotit und Hornblende), Epidot, Klinozoisit und Serizit in den Feldspäten. Hauptbestandteil ist Alkalifeldspat der ersten Generation, der als rosafarbener, poikilitischer, 20 bis 30 Millimeter großer, idiomorpher Mikroklin oder Perthit/Mikroperthit ausgebildet ist. Er enthält Einschlüsse von Plagioklas, Quarz und Biotit. Die zweite Generation ist feinkörniger Mikroklin. Quarz-Kristalle der ersten Generation sind gerundet und bilden Einschlüsse in Alkalifeldspäten. Quarze der zweiten Generation sind feinkörnig, bilden Zwickelfüllungen oder verfüllen Spaltrisse. Plagioklas erscheint als trübe, antiperthitische Kristalle mit welligem Zonarbau. Oft sind seine Kerne aus Oligoklas aufgebaut, welcher an den Rändern zu Albit übergeht. Eine Besonderheit sind aufwachsende dünne Ränder aus Myrmekit. Der idiomorphe Plagioklas der ersten Generation enthält zahlreiche Mikroeinschlüsse unbestimmbarer Natur, die Wachstumsstörungen dokumentieren. Die zweite Generation ist weniger verunreinigt und wächst der ersten Generation unter Beibehaltung der optischen Achsen auf. Der glasklare Quarz erreicht 10 Millimeter Korngröße. Der nur wenige Millimeter große idiomorphe Biotit, bestehend zu 60 bis 80 % aus Annit, bildet regellose, blättchenförmige, feldspatscheuende Aggregate. Die Ränder der idiomorphen Hornblende werden von Spätbildungen zersetzt, meist von Quarz. Hornblende zerfällt in der Regel zu Chlorit.

#### Granodiorit (bzw. Syenit)
Der Granodiorit ist Amphibol-führend und, was Mikrostrukturen und Mineralzusammensetzung anbelangt, dem Biotitgranit sehr ähnlich. Auch er enthält Plagioklas, Alkalifeldspat und Quarz mit kleineren Beimengungen von idiomorpher grüner Hornblende. Eine besondere Varietät ist der porphyrische Rapakiwi-Granodiorit, der bis zu 30 Millimeter große Ovoide von Rapakiwi-Feldspat enthält, hinzu kommen Plagioklasleisten und abgerundete Quarze. Die mittel- bis feinkörnige Grundmasse besteht aus Mikroklin, Oligoklas, Quarz, braunem Biotit und grüner, 5 bis 12 Millimeter langer Hornblende. Akzessorien sind Apatitnadeln, Ilmenit, Sphen und Zirkon. Sekundärbildungen sind Chlorit, Epidot und Karbonat. Sehr selten sind Orthit und Granat sowie möglicherweise Monazit. Im Kern des Rapakiwi-Feldspats befindet sich ein abgerundeter Mikroklin-Perthit, der von einem Mantel vorwiegend aus Oligoklas (An19) umhüllt wird. Im Mantel sitzen außerdem kleine, Kalzium-reiche, zonierte Plagioklase (Kern An40 und Rand An21), graphischer Quarz und skeletthafte Hornblende. Der Grenzsaum zwischen Mikroklin-Perthit und dem Mantel wird von einer dünnen Schale aus dendritischem Plagioklas und gelegentlichen kleinen Quarzkörnern gebildet. Der Granodiorit enthält ebenfalls Myrmekit, der von der Oligoklashülle der Rapakiwiblasten in umgebende Mikrokline eindringt.

#### Diorit
Das Gefüge der massigen, in einer mittel- und grobkörnigen Varietät auftretenden Diorite ist gewöhnlich serial (mit steter Korngrößenvariabilität), kann aber auch aufgrund der Anwesenheit von Plagioklas- und Hornblendephänokristallen porphyrisch werden. Die Minerale setzen sich wie folgt zusammen: Plagioklas, Hornblende, Diopsid, rotbrauner, nur wenige Millimeter großer Biotit, interstitieller Quarz und Mikroklin. Als Akzessorien fungieren Ilmenit, bis zu 2 Millimeter langer Sphen, Apatit, Zirkon, Opakminerale und sekundärer Chlorit. Plagioklas erreicht 5 Millimeter Korngröße und tritt sowohl interstitiell als auch idiomorph auf. Der interstitielle Plagioklas besteht aus An8-23, der idiomorphe Plagioklas ist zoniert mit An75 im Kern und An52 am Rand. Die bis 20 Millimeter lang werdende Hornblende erscheint als braune und grüne Hornblende. Die braune Hornblende enthält winzige Körner von Ilmenit und wird von grüner Hornblende umrahmt. Die grüne Hornblende kann ferner isoliert auftreten oder Klinopyroxen (Diopsid) in feinkörnigen Dioriten oder dioritischen Enklaven verdrängen. Der Mikroklin ist gewöhnlich interstitiell, kann aber manchmal als Antirapakiwi Plagioklasen aufwachsen.

#### Gabbro
Die massigen Gabbros, wahrscheinlich die besterhaltenen Österreichs, sind ungleich-, fein- bis mittelkörnige Gesteine. Sie setzen sich aus den Mineralen Plagioklas, Klinopyroxen, Hornblende, Biotit und Quarz zusammen. Akzessorisch treten Zirkon, Ilmenit, Sphen und bis zu 4 Millimeter lange Apatitnadeln auf. Epidot, Chlorit und Karbonat sind sekundäre Bildungen. Bei größeren Einschlüssen erscheint auch bis zu 5 Millimeter großer Olivin (Fo87-92). Der vorherrschende, bis zu 8 Millimeter große Plagioklas zeigt Zonarbau mit An74 im Kern und An65 am Rand. Sein Rand wird außerdem von Oligoklas (An19) überwachsen. Xenomorphe Plagioklaskörner können tektonisch beansprucht sein und zeigen verformte Zwillingslamellen. Der bis zu 3 Millimeter groß werdende Klinopyroxen ist diopsidisch (Wo45En36Fs19) und hat eine Magnesiumzahl von 0,65. Er kann zu Kornzerfall und Uralitisierung neigen. Als Amphibol fungiert braune bis tiefschwarze, bis zu 25 Millimeter große Hornblende, deren Kern mit kleinen Ilmenitkörnern angereichert ist und manchmal auch Klinopyroxenüberreste enthält (Hornblende kann Pyroxen ersetzen). Der rotbraune, mehrere Millimeter große Biotit bildet interstitielle Tafeln mit einer Magnesiumzahl von 0,48. Die Gabbros treten als feinkörnige, isotrope Varietät oder als Kumulat auf. Sie können mafische und ultramafische Einschlüsse führen.

#### Monzonit
Die porphyrischen, feinkörnigen Monzonite besitzen Phänokristalle aus Mikroklin und Plagioklas. Der bis zu 20 Millimeter groß werdende poikilitische Mikroklin ist perthitisch. Der Plagioklas bildet idiomorphe, zonierte Kristalle mit einem Kern aus An31 und einen Rand von An20. Kontakte zu Mikroklin werden häufig von einem Myrmekitsaum überzogen. Der Mikroklin wird seinerseits gelegentlich von Plagioklas ummantelt. Quarz tritt in zwei Generationen auf. Die erste Generation bildet runde Körner und wird von Hornblende und Biotit umringt, manchmal auch in Begleitung von Pyroxen und Plagioklas. Es handelt sich somit um Quarz-Ocelli. Die zweite Generation ist feinkörnig und korrodiert Phänokristalle der ersten Generation, Risse und Adern im Plagioklas werden ausgefüllt. Der dunkelbraune Biotit besitzt eine Magnesiumzahl von 0,28. Er kommt meist interstitiell vor und bildet oft Inklusionen in der relativ seltenen Hornblende mit Magnesiumzahl 0,35 bzw. kann Hornblende auch vollständig ersetzen. Nadeln von Zirkon und Apatit sind recht häufig, weiterhin akzessorisch sind Muskovit und Opakminerale. Charakteristisches akzessorisches Mineral ist jedoch dunkelroter, idiomorpher Allanit, der immerhin eine Größe von 2 Millimeter erreichen kann. Sekundär können Epidot und Karbonate erscheinen. Hornblende und Biotit sind recht häufig in Chlorit umgewandelt.

### Chemische Zusammensetzung

#### Hauptelemente
Die Folgende Tabelle soll die chemische Hauptelement-Zusammensetzung des Karawanken-Granitplutons veranschaulichen:
| Oxid Gew. % | Ultramafischer Einschluss | Gabbro Einschluss | Diorit | Monzonit | Syenit     | Granodiorit | Granodiorit Porphyr | Granit | Syenogranit |
| ----------- | ------------------------- | ----------------- | ------ | -------- | ---------- | ----------- | ------------------- | ------ | ----------- |
| SiO2        | 43,70                     | 50,78             | 55,53  | 61,77    | 65,77      | 68,78       | 68,80               | 73,89  | 75,16       |
| TiO2        | 1,79                      | 2,02              | 1,67   | 0,44     | 0,36       | 0,40        | 0,42                | 0,22   | 0,13        |
| Al2O3       | 10,30                     | 16,03             | 17,53  | 18,35    | 14,17      | 15,07       | 14,72               | 13,88  | 12,51       |
| Fe2O3       |                           | 2,45              | 2,16   | 1,53     |            | 0,79        |                     | 0,23   |             |
| FeO         | 13,74 (tot)               | 6,00              | 5,44   | 2,52     | 2,17 (tot) | 1,97        | 2,65 (tot)          | 0,71   | 1,15 (tot)  |
| MnO         | 0,18                      | 0,17              | 0,15   | 0,12     | 0,05       | 0,03        | 0,07                | 0,02   | 0,03        |
| MgO         | 17,80                     | 5,33              | 2,33   | 0,72     | 0,67       | 0,78        | 0,60                | 0,17   | 0,22        |
| CaO         | 6,28                      | 7,50              | 4,87   | 2,62     | 3,19       | 1,77        | 1,57                | 1,06   | 0,35        |
| Na2O        | 2,17                      | 4,34              | 4,55   | 4,80     | 4,83       | 4,42        | 4,63                | 3,70   | 3,93        |
| K2O         | 1,19                      | 1,21              | 3,34   | 5,64     | 5,42       | 4,05        | 4,66                | 5,15   | 4,57        |
| P2O5        | 0,30                      | 0,50              | 0,61   | 0,19     | 0,17       | 0,22        | 0,16                | 0,14   | 0,04        |
| LOI         | 0,85                      | 2,35              | 1,51   | 0,2      | 2,78       | 1,2         | 0,72                | 0,83   | 0,51        |

Die Magmatite bilden eine alkalische Differentiationsreihe mit kalkalkalischem bis shoshonitischem Charakter. K2O und auch Na2O sind demzufolge recht hoch konzentriert, insbesondere im Monzonit. Da K2O oft höher konzentriert ist als Na2O (insbesondere in den sauren Gliedern), liegt eine potassische Reihe vor. Der SiO2-Gehalt schwankt zwischen 50 und 74 Gewichtsprozent, es handelt sich somit um intermediäre bis saure Gesteine. Die mafischen Gabbros und Diorite sind an SiO2 untersättigt, wohingegen alle anderen Glieder an SiO2 übersättigt sind, angezeigt durch normativen Quarz. Die Granodiorite und Granite sind sogar zusätzlich Korund-normativ und daher peraluminos. Ihr A/CNK-Verhältnis liegt zwischen 0,85 und 1,2 und indiziert somit metaluminosen bis peraluminosen Charakter. Normativer Olivin tritt in Dioriten und Gabbros auf. Der TiO2-Gehalt ist in den mafischen Gliedern recht hoch, ebenso P2O5. CaO und MgO sind sehr niedrig konzentriert und nur in Ultramafiten und im Gabbro von Bedeutung. Vergleichbar die Eisenoxid- und MnO-Gehalte, die im Granit extrem niedrig sind.

#### Spurenelemente
Tabelle mit Spurenelementen:
| Spurenelement ppm | Ultramafischer Einschluss | Gabbro Einschluss | Diorit | Monzonit | Syenit | Granodiorit | Granodiorit Porphyr | Granit | Syenogranit |
| ----------------- | ------------------------- | ----------------- | ------ | -------- | ------ | ----------- | ------------------- | ------ | ----------- |
| Cr                |                           | 130               | 6      | 9        |        | 6           |                     | 5      |             |
| Ni                | 447                       | 64                | 0      | 7        | 76     | 3           | 50                  | 0      | 54          |
| Sc                |                           | 22                | 10     | 4        |        |             |                     | 1      |             |
| Zr                | 120                       | 241               | 252    | 426      | 211,7  | 217         | 182,3               | 135    | 110,3       |
| Nb                | 23                        | 39,0              | 47,0   | 18,0     | 32,1   | 14,4        | 32,5                | 19,0   | 46          |
| Nd                | 18,8                      | 32,43             | 37,36  | 36,64    | 19,8   | 1,84        | 28,6                | 14,82  | 16,6        |
| Rb                | 30                        | 55                | 81     | 121      | 165,3  | 119         | 163,9               | 222    | 244,2       |
| Sr                | 335                       | 534               | 582    | 349      | 236,1  | 362         | 287,7               | 168    | 76,2        |
| Ba                | 94                        | 130               | 387    | 582      | 295,2  | 368         | 335,7               | 332    | 130,6       |
| Th                | 3,7                       | 2                 | 5      | 10       | 24,03  | 24          | 23,69               | 3      | 37,84       |
| Co                |                           | 16                |        |          |        |             |                     |        |             |
| V                 | 205                       | 193               | 113    | 23       | 25     | 27          | 24                  | 5      | 18          |
| La                | 16,3                      | 36,86             | 38,11  | 78,77    | 35,3   | 34,01       | 43,2                | 25,83  | 21,2        |
| Ce                | 35,6                      | 68,46             | 75,99  | 110,60   | 64,7   | 53,51       | 84,7                | 40,37  | 44,7        |
| Sm                | 4,7                       | 6,80              | 8,09   | 5,71     | 3,4    | 3,22        | 4,5                 | 3,09   | 3,6         |
| Eu                | 1,32                      | 1,54              | 1,91   | 1,27     | 0,82   | 1,05        | 1,07                | 0,56   | 0,29        |
| Yb                | 1,2                       | 2,60              | 2,89   | 1,70     | 1,7    | 1,12        | 2,4                 | 1,51   | 3,8         |

Die Übergangsmetalle Chrom, Nickel, Scandium und Vanadium sind in den Ultramafiten und Gabbros noch sehr hoch konzentriert, um dann in den übrigen Gesteinsgliedern praktisch zur Bedeutungslosigkeit herabzusinken. Die Anreicherung an Alkalien und inkompatiblen Elementen, wie beispielsweise Barium, Zirkon und den LREE Lanthan und Cer, erreicht im Monzonit einen Höhepunkt, der sich bei den restlichen Seltenen Erden zum Diorit hin verlagert. Das Verhältnis LREE/HREE ist bei den mafischen Gliedern recht niedrig (was auf eine gewöhnliche Mantelquelle hindeutet), bei Monzonit, Granodiorit und Granit jedoch wesentlich höher. Sämtliche Gesteine manifestieren eine deutliche Fraktionierung der LREE ((La/Sm)N=2,38 bis 8,48), insbesondere bei den sauren Gliedern. Die HREE sind bei den Mafiten nur undeutlich fraktioniert ((Gd/Yb)N= 0,75 bis 2,81) und bei den sauren Gliedern so gut wie gar nicht ((Gd/Yb)N=0,69 bis 1,34). Mit Ausnahme von Gabbro besitzen sämtliche Gesteine eine mäßige bis starke, negative Europium-Anomalie (Eu/Eu*=0,24 bis 0,99), die bei den sauren Gliedern deutlicher ausfällt. Positive Europium-Anomalien (Eu/Eu*=1,10 bis 2,03) kommen nur bei einigen Syenitporphyren und Syenograniten vor.
Elemente mit niedriger Feldstärke (LFSE) bzw. LILE wie Barium, Kalium und Natrium sind angereichert, insbesondere in Monzonit und Granodiorit.
Anreicherung zeigt auch das HFSE-Element Thorium im Syenogranit. Ein für ganz Europa signifikant hohes Thoriumvorkommen befindet sich im Gebiet Eisenkappel.

#### Isotopenverhältnisse
| Isotopenverhältnis | Gabbro Einschluss | Diorit  | Monzonit | Granodiorit | Granit  |
| ------------------ | ----------------- | ------- | -------- | ----------- | ------- |
| (87Sr/86Sr)i       | 0,70313           | 0,70374 | 0,70525  | 0,70475     | 0,70473 |

Die Initialverhältnisse der Strontiumisotopen sind mit einem Maximalwert bei Monzonit von 0,70525 generell noch relativ niedrig. Sie zeigen einen deutlichen Anstieg von Gabbro zu Monzonit und stabilisieren sich anschließend von Monzonit zu Granit. Dies deutet auf AFC-Prozesse (Assimilation gekoppelt mit Fraktionierter Kristallisation) bei den mafischen Gesteinen. Nachdem die Restschmelzen mit Monzonit immer felsischer (d. h. saurer) geworden waren, herrschte praktisch nur noch Fraktionierte Kristallisation vor. Diese Schlussfolgerung zogen auch De Paolo und Kollegen (1992) und Reiners und Kollegen (1995).

## Petrogenese
Die Gesteine des Karawanken-Granitplutons bilden auf den ersten Blick ein Paradebeispiel einer Bowen-Differentiationsreihe, die in den Ostalpen einmalig sein dürfte. Ihre Zusammensetzung erstreckt sich lückenlos von Olivingabbro bis hin zu Syenogranit. Dennoch ist ihre Differentiation bei näherer Betrachtung der Felddaten und der petrologischen sowie geochemischen Analysen nicht das Ergebnis eines einzigen Kristall-Fraktionierungsprozesses noch eines einfachen Mischvorgangs. Nur die mafischen und die sauren Endglieder lassen sich durch konsistente Kristall-Fraktionierung miteinander in Beziehung setzen. Gesteine mit intermediärer Zusammensetzung sind vielmehr aus einer Wechselwirkung zwischen mafischem und saurem Magmenendglied hervorgegangen.
Die enthaltenen Gabbroschollen lassen erkennen, dass noch vor dem dioritischen ein gabbroisches Vorläufermagma vorhanden gewesen sein muss. Danach folgte der granitische Magmenschub, der den Diorit teilweise durchdrang, ihn umprägte und zum Teil auflöste. Es entstanden somit Misch- bzw. Hybridgesteine. Im Endstadium der Intrusion bildete sich das Ganggefolge aus Apliten, Pegmatiten und Lamprophyren. Exner (1972) deutete die Magmenschübe Gabbro-Diorit-Granit als kogenetisch. Die enthaltenen Einschlüsse sieht er als eindeutige Anzeichen für die räumliche Vermischung von Magmen (Englisch magma mingling) und möglicherweise auch für einen chemischen Mischprozess (Englisch magma mixing). Die Hybridgesteine Monzonit, Monzodiorit und Monzogabbro dürften hierauf zurückzuführen sein.
Die Untersuchungen von Miller und Kollegen (2011) machen deutlich, dass der Karawanken-Granitpluton aus einer mehrphasigen Magmenfolge hervorgegangen war, welche die Prozesse Kristallakkumulation (Kumulat), fraktionierte Kristallisation und Assimilation mit räumlicher und physikalischer Vermischung kombinierte. Die Mafite tragen die geochemische Signatur von Intraplattengesteinen und verweisen auf anorogenen Magmatismus einer angereicherten Mantelquelle im Dehnungsregime. Die mafischen Schmelzen lieferten die benötigte Wärme, um die Kruste zum Aufschmelzen zu bringen. Dadurch entstanden wiederum granitische Schmelzen, deren hohe Fe/Fe+Mg-Verhältnisse ebenfalls auf Intraplattenmilieu hinweisen.
Die geochemischen Charakteristiken des Karawanken-Granitplutons lassen eine Quellregion aus Mantelgestein vermuten, welche sowohl in LILE als auch in HFSE angereichert war. Die zeitgleichen Magmen in den Dolomiten stammen jedoch von einer Mantelquelle, die durch Subduktionsvorgänge im Paläozoikum modifiziert worden war. Die Dolomiten gehörten zu einer anderen Mikroplatte und wurden erst im mittleren Karbon mit dem Karawankenterran vereinigt. Beide Magmen haben jedoch gemein, dass sie dem mitteltriassischen tektonischen Regime von Transtension bzw. Extension zugeordnet werden können, welches sich zu Beginn des mesozoischen Riftings im südalpinen, austroalpinen und dinarischen Raum eingestellt hatte.

## Alter
Mineraldatierungen ergaben für den Karawanken-Granitpluton Alter zwischen 244 und 224 Millionen Jahren, beispielsweise an Hornblende 244 ± 9 Millionen Jahre, an Sphen (Titanit) 230 ± 5 Millionen Jahre und an Biotit 227 ± 7 bzw. 224 ± 9 Millionen Jahre. Eine Rückrechnung der Strontiuminitialverhältnisse in Biotit erbrachte 221 ± 6 Millionen Jahre. Scharbert (1975) bestimmte den Granodiorit mit 224 ± 9 bzw. 216 ± 9 Millionen Jahre. Die Intrusionsalter bewegen sich daher zwischen 244 und 216 Millionen Jahren, was grosso modo dem Zeitraum Ladinium/Karnium entspricht.
Einen stratigraphischen Beweis für das höhere Alter des Karawanken-Granitplutons lieferte im Jahr 1964 der Fund von Isailović and Milićević bei Ravnah nad Šoštanjem, die im Karawanken-Tonalitpluton den Einschluss eines metamorphen Gesteinsblocks entdeckten, welcher von Granit durchdrungen war.
Neuere Untersuchungen von Genser und Liu (2010) mittels der Uran-BleiMethode an Zirkon und Sphen am Granit ergaben zwei Alterscluster bei 300 bis 280 und bei 250 bis 240 Millionen Jahren. Letzteres Cluster wurde auch von Miller und Kollegen (2011) bestätigt. Diese Autoren interpretieren daher den neuesten Datensatz wie folgt:
- Alter zwischen 500 und 450 Millionen Jahren verweisen auf ein reliktuelles magmatisches Ereignis im Ordovizium.
- Die eigentliche Intrusion des Karawanken-Granitplutons erfolgte bereits im Perm zwischen 300 und 280 Millionen Jahren.
- Gegen 245 Millionen Jahre war die Intrusion dann auf 550 °C abgekühlt.

Ein vergleichbarer alkalischer, permotriassischer Magmatismus findet sich auch in den Westalpen im Briançonnais, in der Acceglio-Zone und im magmatischen Komplex von Monzoni/Predazzo; dieser Magmatismus war dem Auseinanderbrechen Pangäas unmittelbar vorhergegangen. Laut Bonin und Kollegen (1987) bilden diese alkalischen Vorkommen die Western Mediterranean Province (Westliche Mittelmeerprovinz).
Die Westliche Mittelmeerprovinz stand einerseits im Zusammenhang mit der variszisch-postorogenen Konsolidierung Europas, das an Laurasia angedockte Bruchstücke Gondwanas enthielt, und andererseits mit den Vorläuferstadien der Ozeanbeckens der Mesotethys, die aus der Paläotethys hervorgegangen waren und sich nun innerhalb Gondwanas nach Westen ausbreiteten. Die Trias wird im mediterranen Raum zwischen 245 und 200 Millionen Jahren von diesem Ausbreitungsprozess, der mit der Entwicklung eines riesigen Riftsystems einherging, gekennzeichnet. Entlang tiefreichender Seitenverschiebungen des Rifts wurde damals die Platznahme der vulkanisch/plutonischen Komplexe ermöglicht.